# Confederación de Empresarios de Cantabria
La Confederación de Empresarios de Cantabria (CEOE-Cepyme Cantabria) es una organización empresarial constituida en 1977 para representar y defender los intereses empresariales en general y los de sus empresas asociadas en particular. Ostenta en la actualidad la máxima representatividad del colectivo empresarial en la comunidad autónoma de Cantabria y es la única representante del colectivo empresarial en la mesa tripartita para el diálogo social en la comunidad.
Tiene su sede en la ciudad de Santander (España), e integra las ramas regionales de la Confederación Española de Organizaciones Empresariales (CEOE) y la Confederación Española de la Pequeña y Mediana Empresa (CEPYME). 
Sus objetivos estatutarios están amparados por la Constitución española de 1978, y comprenden promover la competitividad de las empresas de Cantabria, propiciar el desarrollo económico sostenible de la comunidad cooperando con los órganos de las administraciones públicas y los agentes sociales, y promover la mejora y el desarrollo del tejido empresarial cántabro.